# 田中葵園
田中 葵園（たなか きえん）は江戸時代後期の佐渡奉行所地役人、儒学者。佐渡田中家11代。官立学問所修教館を設立し、米価調整のため広恵倉を設置した。

## 生涯

### 修業
天明2年（1782年）6月8日佐渡国相川下京町に佐渡奉行所銀山方定役田中美矩の子として生まれ、14日先例により安五郎と名付けられた。寛政5年（1793年）5月西川恒山に入門し、浅見吉十郎副充に東軍流柔術、阿川権之助義広に甲州流軍学、広田文七興勝に無眼真隠流剣術、永井森右衛門・増井（増木）七左衛門長旧に田付流砲術を学んだ。
享和2年（1802年）1月奉行所に出仕し、元之進を襲名した。文化2年（1805年）師恒山が死去すると、その遺志を継いで七軒屋に社友と広業堂を建て、文学・武芸を研鑽した。
文化7年（1810年）3月海防警備のため出役した。4月亀田鵬斎が来島して講義を聴き、弗措堂の斎号を賜った。文化8年（1811年）3月眼病に罹り、諏訪の温泉で療養した後、京都、江戸へ旅行した。鵬斎の影響で矢島主計が私学励風館の建設を計画したことに対抗し、文化8年（1811年）8月と文化10年（1813年）の2度奉行金沢千秋に官立学問所の設立を願い出、文化12年（1815年）10月広業堂と町会所素読所を合併する形で奉行所内に素読所を設置した。
文化9年（1812年）3月6日父が死去して家督を継ぎ、従太郎と称した。文化10年（1813年）3月京都に旅行した。文政2年（1819年）6月江戸に赴任し、7月林述斎に入門し、佐藤一斎の塾にも通い、文政3年（1820年）8月日光東照宮に参詣して帰郷した。

### 広恵倉・修教館の設立

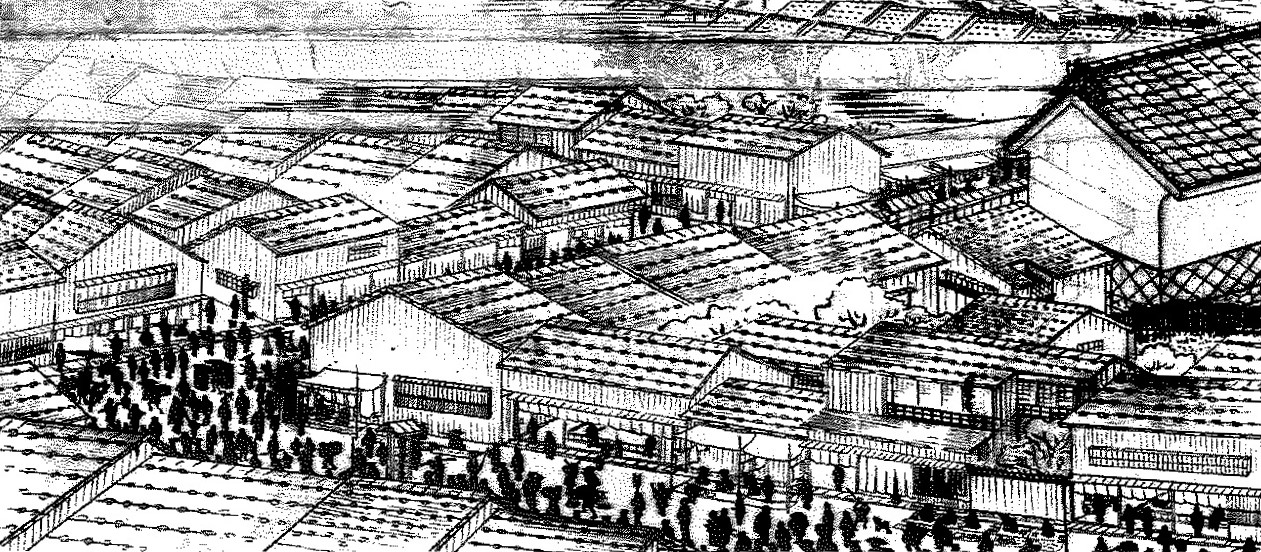
羽田市『天保年間相川十二ヶ月』 右上が広恵倉

文化末年以来の豊作による米価下落に対し、文政3年（1820年）国産の鯣・干鱈等の漁獲物と他国産の半紙・陶器・蝋等の日用品との交易奨励、国産米穀・材木の買い置きによる価格調整等を献策し、文政6年（1823年）羽田浜町に広恵倉を建設した。
文政6年（1823年）奉行泉本忠篤に共同積立金出目銭を利用した学問所建設を願い出て、文政7年（1824年）9月許可され、文政8年（1825年）8月8日現佐渡版画村美術館地に学問所・武術所・医学所を開校した。
文政8年（1825年）8月孔子廟併設を願い出て、文政9年（1826年）5月起工、文政10年（1827年）2月19日竣工した。文政11年（1828年）10月江戸から師述斎命名の「修教館」扁額、文政12年（1829年）4月18日孔子像が到着し、24日遷座式を行った。
天保5年（1834年）9月24日普請所からの大火で自宅や学問所も焼失したため、北沢家に仮寓し、10月役所の再建工事を監督した。

### 佐渡一国騒動

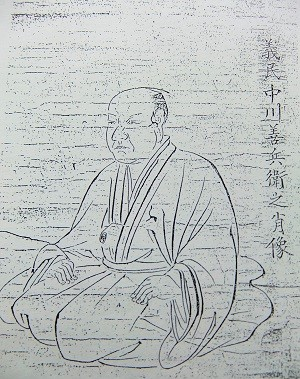
中川善兵衛

広恵倉は官営専売機関として莫大な利益を上げたが、文政9年（1826年）利益を鉱山等他事業に流用し、文政10年（1827年）年貢減免を訴える農民に対し蔵米を購入して納付させ、天保2年（1831年）地役人自身は褒賞を受け取るなどしたため、非特権商人や農民から「不益の御倉」として反感を買った。
天保9年（1838年）佐渡一国騒動において義民中川善兵衛が幕府巡見使に広恵倉の廃止を訴えると、12月広恵倉の責任者として揚屋に留置され、天保10年（1839年）3月江戸浅草の揚屋に護送され、5月奉行篠山景徳邸に移された。
天保11年（1840年）6月19日蔵米を時相場で売って銀山事業に流用した罪で評定所により押込50日を言い渡され、7月新任奉行川路聖謨と帰郷した。9月10日満期となって復職し、天保12年（1841年）3月学問所、12月孔子廟を再建した。
弘化2年（1845年）5月3日病没し、下寺町法然寺に葬られた。諡号は弘道先生、法号は白蓮社遺誉水月居士。墓碑は遺言により修教館に向けて建てられた。

## 経歴
- 寛政10年（1798年） 御役所御用向見習[2]
- 享和2年（1802年）1月 書役[2]
- 文化2年（1805年） 勘定役[2]
- 文化6年（1809年）定役格[2]
- 文化9年（1812年）1月 銅稼掛[2]
- 文化12年（1815年） 地方掛助[2]
- 文政元年（1818年） 地方掛[2]
- 文政3年（1820年） 目付役・地方掛頭取助[2]
- 文政4年（1821年） 地方掛頭取[2]
- 文政8年（1825年） 学問所預・山方役上席[12]
- 文政10年（1827年）1月 広間役次席[2]
- 文政12年（1829年）4月 広間役当分助[2]
- 天保元年（1830年）6月 広間役助・地方役所詰合[2]
- 天保2年（1831年）5月 与力格広間役[2]
- 天保3年（1832年） 地方役所詰合免職[2]
- 天保13年（1842年）3月14日学問所定役・広間役次席[2]

## 著書
- 『佐渡志』 - 文化年間西川明雅と編纂、弘化年間藤木実斎により完成[13]。
  - 明治18年（1885年）田中美暢刊[14]。
  - 明治23年（1890年）勝海舟『吹塵余録』収録[15]。
  - 昭和11年（1936年）『越佐叢書』第7巻収録。
  - 昭和12年（1937年）『佐渡叢書』収録[16]。
- 『佐渡奇談』 - 天保5年（1834年）冬起稿、天保6年（1835年）成稿[2]。
  - 明治27年（1894年）8月斎藤長三刊[17]。
  - 昭和50年（1975年）『佐渡郷土史料』第3集収録。
  - 昭和56年（1981年）『随筆百花苑』第15巻収録。
- 『葵園遺稿』 - 昭和6年（1931年）9月田中完三刊。
- 「辛未紀行」 - 文化8年（1811年）京都に旅行した時の記録。散逸[2]。
- 「教民略考」 - 文化9年（1812年）著。散逸[2]。
- 「南冠集」 - 天保8年（1837年）幽閉中の詩集[2]。
- 「葵園詩稿」[2]
- 「葵園詩鈔」[9][18]
- 「葵園詩集」[18]
- 「葵園歌抄」[18]
- 「空せ貝」 - 歌集[2][18]。
- 「葵園雑抄」[18]
- 「葵園文集」[18]
- 「弗措堂雑抄」[18]
- 「富士百首歌集」[9]（「富士山百首」）[19]
- 「大学一家私言 附聞見雑抄」[20]

## 門人
- 西川容所 - 師西川恒山孫[11]。
- 西村滄州[11]
- 山本雪亭[11]
- 蔵田茂樹[21]

## 人物
古銭収集を趣味とした。

## 親族
先祖は武田氏飯富虎昌・山県昌景に属して甲斐国田中村を領し、慶長9年（1604年）初代田中政継が同族清右衛門の招きで佐渡国に渡り、佐渡奉行所地役人となった。
- 父：田中美矩（10代、宝暦4年（1754年） - 文化9年（1812年）3月6日）[2]
- 母：辻六兵衛重意娘[24]（宝暦9年（1759年） - 天保8年（1837年）11月）[2]
- 弟：田中疇之助（天明6年（1786年） - 享和3年（1803年）6月22日）[2]
- 兄弟：田中富矩[24]
- 妻：かつ（酒匂多左衛門娘）[25]
- 養子[11]：田中千秋（秋太郎、12代、保科家次男[11]、文化12年（1815年） - 安政元年（1854年）8月30日[2]）
- 長男[11]：藤木実斎（茂次郎、藤木福明養子、文化7年（1810年）  - 安政6年（1859年）1月9日））[2]
- 次男[11]：田中千齢（小三郎、13代、天保6年（1835年）[2] - 慶応2年（1866年）[26]）
  - 孫：田中美暢[11]（14代）[24]
    - 曽孫：田中完三[11]（15代）[24]
- 娘：繁子（志津[27]、植野祐之助妻、天保9年（1838年） - 安政6年（1859年）[2]）